# Nowra
Nowra è una città dell'Australia situata nel Nuovo Galles del Sud. Si trova a circa 160 km a sud di Sydney ed è il centro amministrativo della LGA della Città di Shoalhaven.